# Marijanci
Marijanci (do roku 1981 Marjanci, srbsky Маријанци, maďarsky Mariánc) jsou vesnice a správní středisko stejnojmenné opčiny v Chorvatsku v Osijecko-baranjské župě. Nachází se asi 9 km jihozápadně od města Belišće, 11 km západně od města Valpovo, 15 km jihovýchodně od města Donji Miholjac, 27 km severovýchodně od Našic a asi 36 km severozápadně od Osijeku. V roce 2011 žilo v Marijancích 838 obyvatel, v celé opčině pak 2 405 obyvatel.
Součástí opčiny je celkem sedm trvale obydlených vesnic.
- Bočkinci – 173 obyvatel
- Brezovica – 53 obyvatel
- Čamagajevci – 214 obyvatel
- Črnkovci – 810 obyvatel
- Kunišinci – 315 obyvatel
- Marijanci – 838 obyvatel
- Marjanski Ivanovci – 2 obyvatelé

Opčinou prochází státní silnice D34 (pouze vesnicí Črnkovci) a župní silnice Ž4047, Ž4048 a Ž4049. Severně protéká řeka Karašica, jižně řeka Vučica.